# Caroline Schultze

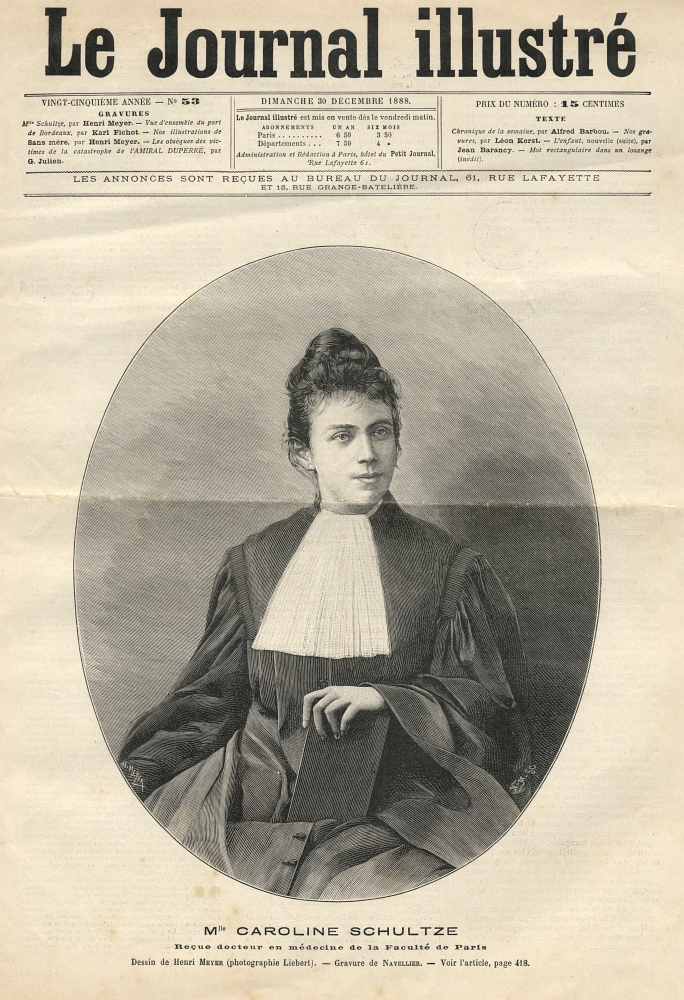
Caroline Schultze (1888)

Caroline Schultze, geborene Karola Szulc (* 20. Mai 1867 in Warschau; † 6. Januar 1926 im 8. Arrondissement in Paris) war eine Ärztin mit polnischer Herkunft. Sie absolvierte ihr Studium und ihre Karriere in Frankreich. Ihre Dissertation über „Ärztinnen im 19. Jahrhundert“ hatte großen Einfluss auf die Diskussion zur Emanzipation der Frauen ihrer Zeit.

## Leben
Schultze war die Tochter von Elka Kaliska und des Musikers Abraham Szulc.
Da es ihr als Frau in ihrem Heimatland nicht erlaubt war, eine höhere Schule zu besuchen, siedelte sie nach Frankreich über. Dort schloss Schultze 1884 ihr Abitur ab und schrieb sich anschließend an der Faculté de médecine de Paris ein. Dort verteidigte sie 1888 ihre Doktorarbeit mit dem Titel La femme médecin au XIX siècle. Darin argumentiert sie, dass die Errungenschaften der Ärztinnen Teil eines mouvement général d'émancipation intellectuelle et professionnelle des femmes (einer allgemeinen Bewegung zur intellektuellen und beruflichen Emanzipation der Frauen) sind, die in den 1850er Jahren begann. Der Neurologe Jean-Martin Charcot, ein Mitglied der Jury, protestierte gegen die prétention, die Anmaßung, dass eine Frau Medizin genauso gut ausüben könne wie ein Mann. Dennoch wurde die Dissertation schließlich angenommen und Schultze erhielt den Doktortitel.
In Paris gab es 1888 elf Ärztinnen, darunter vier mit gemischter Patientenklientel, vier, die auf Frauen- und Kinderkrankheiten spezialisiert waren, eine, die auf Mundkrankheiten spezialisiert war, und zwei Geburtshelferinnen. Schultzes Dissertation hatte zu ihrer Zeit starken Einfluss und inspirierte eine Reihe von weiteren Doktorarbeiten, die von französischen Akademikerinnen zu frauenbezogenen Themen erstellt wurden. Sie inspirierte auch verschiedene Romane über die „neuen Frauen“, in denen Ärztinnen und andere Berufsgruppen als Protagonistinnen auftreten und thematisiert wird, wie sie Karriere mit Familienangelegenheiten in Einklang bringen.
1888 schrieb sie ein Jahr lang für die Zeitschrift La Revue scientifique des femmes, die von der Feministin Céline Renooz herausgegeben wurde.
Am 11. Oktober 1889 heiratete Schultze den Statistiker Jacques Bertillon, mit dem sie zwei Töchter hatte: Suzanne-Marguerite, eine Malerin, und Jacqueline-Jeanne, eine Anwältin. Sie war Chefärztin für weibliche Angestellte bei der französischen Post, Postes, télégraphes et téléphones. Außerdem war sie Ärztin am Mädchengymnasium Lycée de jeunes filles Racine.
Von den Zeitgenossinnen wird sie 1900 von Blanche Edwards-Pilliet bei einem Vortrag auf dem Congrès des œuvres féminines und in der Dissertation Histoire des femmes médecins von Mélanie Lipinska aus demselben Jahr erwähnt.
Schultze starb am 6. Januar 1926 in Paris in ihrem Haus in der Avenue Marceau 26.